# Rãzinha-dos-rochedos
Rãzinha-dos-rochedos (nome científico: Thoropa lutzi) é uma espécie de anfíbio anuro da família dos cicloranfídeos (Cycloramphidae). Endêmica do Brasil, onde é encontrada nos estado do Espírito Santo, Rio de Janeiro e sudeste de Minas Gerais.

## Distribuição e habitat
A rãzinha-dos-rochedos é endêmica do sudeste do Brasil, onde ocorre nos estados do Espírito Santo (municípios de Mimoso do Sul, Santa Teresa e Muniz Freire), Minas Gerais (município de Alto Caparaó) e Rio de Janeiro (Recreio dos Bandeirantes e Tijuca, no Rio de Janeiro; Independência, em Petrópolis; e Campos dos Goitacazes). A partir dos seus pontos de avistamento, foi calculado que sua área de ocorrência é de 30 949,6 quilômetros quadrados. Ao longo de sua extensão ocorre em algumas áreas protegidas, como: Área de Proteção Ambiental da Bacia do Rio São João/Mico-Leão-Dourado, Área de Proteção Ambiental de Guapi-Mirim, Área de Proteção Ambiental de Petrópolis, Estação Ecológica da Guanabara, Floresta Nacional de Pacotuba, Parque Nacional da Serra dos Órgãos, Parque Nacional do Caparaó e Parque Nacional da Tijuca. A rãzinha-dos-rochedos prefere lajes rochosas de áreas florestadas do bioma da Mata Atlântica,  entre 200 e 800 metros de altitude.

## Descrição
A rãzinha-dos-rochedos tem uma coloração dorsal que se assemelha a de uma rocha molhada. Deposita seus ovos em fissuras das rochas e os girinos se desenvolvem aderidos à rocha molhada. É raro na natureza e seus registros museológicos nunca excedem dois ou três indivíduos. A subpopulação do município do Rio de Janeiro não é avistada há mais de 30 anos, embora a causa não seja conhecida. Em 2002, foram feitos registros de três indivíduos em Muniz Freire e um em Mimoso do Sul, no Espírito Santo.

## Conservação
Embora faltem dados quanto à população total da rãzinha-dos-rochedos, é assumido que sua população esteja em tendência de declínio devido às percas sucessivas de habitat com a conversão da cobertura vegetal nativa à agricultura, silvicultura, extração de madeira, expansão urbana, atividade turística e incêndios. A União Internacional para a Conservação da Natureza (UICN / IUCN), em sua Lista Vermelha, classificou a espécie como em perigo. Em 2005, foi registrada como em perigo na Lista de Espécies da Fauna Ameaçadas do Espírito Santo; e em 2018, consta sob a rubrica de "dados insuficientes" na Lista Vermelha do Livro Vermelho da Fauna Brasileira Ameaçada de Extinção do ICMBio. A espécie ocorre na área de abrangência do Plano de Ação Nacional para a Conservação das Espécies Aquáticas Ameaçadas de Extinção da Bacia do Rio Paraíba do Sul (São Paulo, Rio de Janeiro e Minas Gerais) e 2012 e do Plano de Ação Nacional para a Conservação da Herpetofauna da Mata Atlântica do Sudeste de 2015, ambos coordenados pelo Instituto Brasileiro do Meio Ambiente e dos Recursos Naturais Renováveis (IBAMA) e o Instituto Chico Mendes de Conservação da Biodiversidade (ICMBio).